# 1572 Posnania
Az 1572 Posnania (ideiglenes jelöléssel 1949 SC) a Naprendszer kisbolygóövében található aszteroida. Dobrzycki, J. és Kwiek Dobrzycki fedezte fel 1949. szeptember 22-én.